# Jamboł (gmina)
Jamboł (bułg. Община Ямбол) – gmina w południowo-wschodniej Bułgarii, w obwodzie Jamboł. Jedyną miejscowością mieszczącą się w granicach gminy Jamboł jest miasto Jamboł.